# Lindmania dendritica
Espèce
Classification phylogénétique
Lindmania dendritica est une espèce de plante de la famille des Bromeliaceae.

## Distribution
L'espèce se rencontre au Brésil et au Venezuela.